# Laetentur caeli
Lætentur cæli (tudi: Lætentur cœli oziroma Laetentur caeli) slovensko: Veselijo naj se nebesa) je papeška bula, ki jo je izdal Evgen IV. 6. julija 1439 na Florentinskem koncilu. V njej izraža veselje nad odpravo vzhodnega razkola in zedinjenje carigrajskega pravoslavja z Rimsko Cerkvijo. 

## Opis
Lætentur cæli je bula papeža Evgena IV., ki razglaša zedinjenje carigrajskega pravoslavja in drugih vzhodnih Cerkva s katoliško Cerkvijo. 

Bula je bila objavljena kot sad poglobljenih in temeljitih razprav med katoliško in pravoslavno stranjo na Florentinskem koncilu in je vsaj začasno pretrgala vzhodni razkol. Sledile so ji bule zedinjenja z drugimi vzhodnimi Cerkvami.

## Zgodovina
Lætentur cæli je bula zedinjenja z GrkiVčasih je zapisana tudi kot Laetentur Coeli, Laetentur Caeli, Laetantur Caeli, Lætentur Cæli, Lætentur Cœli ali Lætantur Cæli, a dobimo jo tudi pod naslovom Listina zedinjenja ali Akt unije. (Angleško: Let the Heavens Rejoice:  Bula zedinjenja z Grki je torej papeška bula naslovljena z dne 6.  julija 1439, ki jo je objavil papež Evgen IV. na Florentinskem koncilu. Izraža dosego zedinjenja med rimsko-katoliško Cerkvijo in vzhodno-pravoslavnimi Cerkvami. S tem je že drugič – prvič je bilo na 2. Lionskem koncilu – vsaj za nekaj časa -  uradno prenehal vzhodni razkol. Žal se je zopet uresničil star pregovor, da “Græca fides – nulla fides”, kajti večina vzhodnih udeležencev se je kljub podpisu vrnila nazaj v razkol.. Naslov bule je vzet iz psalmov (Ps 96,11 oziroma 95,11). Psalms 95:11 v Vulgati.

## Ozadje
1439 se je nahajalo Bizantinsko cesarstvo na robu propada, saj so ga muslimanski Turki obkolili od vsepovsod skoraj vse do obzidja. V prejšnjem stoletju je Zahod, zlasti Madžari, večkrat poskušal zaustaviti Otomane – toda porazi so se vrstili drug za drugim. Nekaj zaradi zahodnega cerkvenega razkola, nekaj zaradi stoletne vojne med Anglijo in Francijo, nekaj zaradi nesloge med evropskimi vladarji, ko je izginil občutek za enotno krščansko Evropo. Poleg tega pa so Evropejci podcenjevali turško nevarnost, kar se je pokazalo zlasti 1371 v bitki na Marici, ko so Turki zlahka pobili od domnevne zmage pijano vojsko; 1389 je sledil obupen poskus obrambe na na Kosovskem polju, ko je bila po krščanskem porau Turkom odprta pot v Srednjo Evropo; kristjanom ni uspelo zaustaviti osvajalcev niti 1396, ko je Bonifacij IX. uspešno sklical križarsko vojno, a so pri Nikopolju pravoslavni Srbi že potegnili s Turki. V takih razmerah je bilo veliko junaštvo, da so križarji krenili kljub zavrženi uniji iz 1439 že 1444 proti Varni, kjer so pa bili zopet poraženi. Zahodni pisatelji pogosto po krivici vso krivdo za izgubo Carigrada mečejo na papeštvo in križarje.  Ni dvoma, da je katoličanom bilo veliko do obrambe, zlasti Madžarom.. Ivan VIII. Paleolog je postavil kot pogoj za unijo dobivanje zahodne pomoči zoper Otomane na Florentinskem koncilu, ko je unijo tudi podpisal 1439, a je kmalu žalostno propadla, ko je večina podpisnikov preklicala svoj podpis po vrnitvi med uniji nasprotno duhovščino in ljudstvo. 
Cesarju je svetoval filozof Gemistus Pletho, naj bi imela pravoslavna delegacija enako glasovalno moč kot katoliška na koncilu. . Resnici na ljubo pa je treba ugotoviti, da je bil cesar v večji nuji za unijo kot papež, saj je potreboval zahodno vojaško pomoč. Da bi pomagal ruski pravoslavni Cerkvi k zedinjenju z Rimom, je Ivan VIII. Postavil Izidorja Kijevskega 1436 za kijevskega metropolitan proti volji moskovskega vladarja Vasilija II. 

## Vsebina
Bulo Laetentur caeli, ki je bila razglašena na Florentinskem koncilu, imenujejo tudi Florentinska veroizpoved. Začenja se z nesorazmerno dolgim uvodom, ki izraža veselje Cerkve nad zedinjenjem med Grki in Latinci. Nato sledi kratka razlaga spornih točk, o katerih je prišlo do sporazuma:
1. Izhajanje Svetega Duha. * Najprej odlok zavrača tozadevni očitek zoper Latince ter navaja dogmatično opredelitev, češ da Bog Sin in Bog Sveti Duh izhajata od vekomaj od Boga Očeta, in da sta Oče in Sin kot eno počelo tega izhajanja. V veroizpoved je bil zakonito vstavljen Filioque, ki pa ga na Vzhodu smejo iz važnih razlogov opuščati tako v javnih kot tudi zasebnih molitvah.
2. Glede evharistije določa, da je veljavna in dovoljena uporaba kvašenega (Vzhod), kakor tudi nekvašenega (Zahod) pšeničnega kruha.
3. Glede vic uči odlok, da duše pravičnih po smrti pridejo takoj do blaženega gledanja v nebesih, obtežene z malimi grehi v vice, a z velikimi grehi v pekel. Po vzhodnem učenju blaženi do sodnega dneva gledajo ne Boga, ampak zgolj “Božjo luč”.
4. Glede papeškega prvenstva odlok navaja, da ima papež v duhovno-cerkvenem smislu prvenstvo nad vesoljnim svetom kot naslednik apostola Petra in v tem smislu vrhovno pastirsko, vodstveno in učiteljsko oblast ali službo.
5. Dodan je še vrstni red patriarhatov: rimski, carigrajski, aleksandrijski, antiohijski in jeruzalemski.
6. Bula vsebuje podpise papeža Evgena IV. ter 116 drugih Latincev, cesarja Ivana VIII. Paleologa, štirih opolnomočencev patriarhatov, 15 drugih škofov, enega ruskega in 12 drugih.
7. S cerkvenega stališča gre za dogmantično in nezmotljivo opredelitev. [9]